# Дранишников, Александр Николаевич
Александр Николаевич Дранишников — российский математик, доктор физико-математических наук.

## Биография
Родился 5 февраля 1958 г. в д. Поляки Шабалинского района Кировской области.
Окончил физико-математическую школу-интернат № 18 имени А. Н. Колмогорова при МГУ (1975), механико-математический факультет Московского государственного университета имени М. В. Ломоносова (1980) и аспирантуру (1983).
Диссертации:
- Исследование бикомпактных топологических пространств спектральными методами : диссертация … кандидата физико-математических наук : 01.01.04. — Москва, 1983. — 69 с.
- Абсолютные экстензоры в размерности и отображения, повышающие размерность : диссертация … доктора физико-математических наук : 01.01.04. — Москва, 1985. — 238 с.

Доктор физико-математических наук (1987).
В 1980—1992 гг. преподаватель математики в физико-математической школе-интернате № 18 имени А. Н. Колмогорова. В 1983—1984 гг. младший научный сотрудник МГУ.
С 1985 г. работает в Математическом институте им. Стеклова: младший, старший (1988), ведущий (1989) научный сотрудник, с 1990 зав. лабораторией, в настоящее время — внештатный сотрудник.
В настоящее время[когда?] — профессор Университета Флориды, США. Фелло Американского математического общества (2012).
Научные интересы: геометрическая топология и геометрическая теория групп.
Лауреат премии АН СССР (1989).